# 怀特莱克 (南达科他州)
怀特莱克是美国南达科他州下属的一座城市。根据2010年美国人口普查，该市有人口371人。论人口在本州排行第143。